# Ateuchus calcaratus
Ateuchus calcaratus är en skalbaggsart som beskrevs av Edgar von Harold 1868. Ateuchus calcaratus ingår i släktet Ateuchus och familjen bladhorningar. Inga underarter finns listade.